# Caffrowithius garambae
Espèce
Synonymes
- Plesiochernes garambae Beier, 1972

Caffrowithius garambae est une espèce de pseudoscorpions de la famille des Chernetidae.

## Distribution
Cette espèce est endémique du Haut-Uele au Congo-Kinshasa. Elle se rencontre vers le parc national de la Garamba.

## Étymologie
Son nom d'espèce lui a été donné en référence au lieu de sa découverte, le parc national de la Garamba.

## Publication originale
- Beier, 1972 : Pseudoscorpionidea aus dem Parc National Garamba. Exploration du Parc National de la Garamba Mission H de Saeger, vol. 56, no 1, p. 2-19.